# Pringle (Pensilvania)
Pringle es un borough ubicado en el condado de Luzerne en el estado estadounidense de Pensilvania. En el año 2000 tenía una población de 991 habitantes y una densidad poblacional de 822 personas por km².

## Geografía
Pringle se encuentra ubicado en las coordenadas 41°16′34″N 75°53′58″O / 41.27611, -75.89944.

## Demografía
Según la Oficina del Censo en 2000 los ingresos medios por hogar en la localidad eran de $31,793 y los ingresos medios por familia eran $43,750. Los hombres tenían unos ingresos medios de $26,801 frente a los $23,500 para las mujeres. La renta per cápita para la localidad era de $19,108. Alrededor del 9.2% de la población estaba por debajo del umbral de pobreza.